# Campeonato Paulista de Futebol Feminino Sub-15 de 2025
O Campeonato Paulista Feminino Sub-15 de 2025 foi a quarta edição deste torneio estadual de futebol feminino organizado pela Federação Paulista de Futebol (FPF).
O torneio compreendeu quatro distintas fases e envolveu a participação de um total de 16 clubes, ocorrendo no período de 17 de maio a 9 de agosto. A fase inicial consistiu na divisão dos participantes em dois grupos, nos quais os clubes enfrentaram seus oponentes da mesma chave em turno único. Nas fases subsequentes, os confrontos foram decididos em partidas eliminatórias, com as quartas de final ocorrendo em jogos de ida e volta, e a partir da semifinal, em jogos únicos.
O título da edição foi conquistado pelo São Paulo, que venceu a decisão contra o Ferroviária, com um placar de 3 a 2 nos pênaltis, após um empate sem gols no tempo regulamentar. Este triunfo marcou o segundo título na história do clube paulistano neste torneio.

## Antecedentes
Em 22 de fevereiro de 2017, a FPF organizou um congresso técnico que resultou na criação do Paulista Feminino Sub-17. Este torneio foi organizado por quatro edições antes de a entidade anunciar, no início de 2020, a concepção do Paulista Sub-15, juntamente com a divulgação de seu regulamento e tabela de jogos. No entanto, devido à pandemia de COVID-19, a edição do Paulista Sub-15 acabou sendo cancelada. Dois anos depois, a FPF anunciou o relançamento da competição. A Ferroviária conquistou o título da primeira edição, enquanto o Corinthians se sagrou campeão da segunda e o São Paulo da terceira.

## Formato e participantes
A edição em questão teve a participação de 16 clubes, distribuídos em três grupos de oito equipes cada. O formato da competição consistiu em confrontos diretos entre os times de cada grupo, em turno único, classificando os quatro melhores de cada chave. Nas fases eliminatórias, as quartas de final foram jogadas em dois jogos, enquanto semifinal e final ocorreram em partidas únicas.
| Equipe           | Cidade                | Participações | Títulos  |
| ---------------- | --------------------- | ------------- | -------- |
| AD Taubaté       | Taubaté               | 1             | —        |
| Audax            | Osasco                | 2             | —        |
| Botafogo-SP      | Ribeirão Preto        | —             | —        |
| Centro Olímpico  | São Paulo             | 3             | —        |
| Corinthians      | São Paulo             | 2             | 1 (2023) |
| Ferroviária      | Araraquara            | 3             | 1 (2022) |
| Flamengo-SP      | Guarulhos             | —             | —        |
| Ituano           | Itu                   | 1             | —        |
| Meninas em Campo | São Paulo             | 3             | —        |
| Paulista         | Jundiaí               | 2             | —        |
| Realidade Jovem  | São José do Rio Preto | 2             | —        |
| Santo André      | Santo André           | —             | —        |
| São Bento        | Sorocaba              | —             | —        |
| São Paulo        | São Paulo             | 2             | 1 (2024) |
| SESI             | Rio Claro             | —             | —        |
| Sfera            | Jarinu                | —             | —        |

## Primeira fase
A partida de abertura da edição de 2025 aconteceu no estádio Joaquim de Morais Filho, em Taubaté, e terminou com a vitória do clube da casa sobre o Flamengo por 1 a 0. Essa fase se prolongou até 28 de junho, data da última rodada. Ao final, os seguintes clubes garantiram vaga nas quartas de final: Audax, Centro Olímpico, Corinthians, Ferroviária, Santo André, São Paulo, SESI e Sfera.

## Fases finais
Com o término da primeira fase, os oito times classificados foram distribuídos em quatro confrontos eliminatórios, realizados em partidas de ida e volta. Três desses jogos ocorreram simultaneamente no dia 5 de julho e terminaram com vitórias de Corinthians, São Paulo e Sfera. As equipes da capital superaram Audax e SESI pelo placar de 3 a 1, enquanto o Sfera, de Jarinu, venceu o Centro Olímpico por 3 a 0. No dia seguinte, a Ferroviária venceu o Santo André por 3 a 0. Na rodada de volta das quartas de final, os clubes confirmaram as vantagens conquistadas na ida e garantiram a classificação. Corinthians e São Paulo voltaram a derrotar seus adversários, enquanto a Ferroviária empatou o segundo confronto. Já o Sfera foi superado no jogo de volta, mas a derrota não foi suficiente para anular a vantagem construída no primeiro jogo.
Ao contrário da edição anterior, as semifinais e a final foram disputadas em partida única, com mando de campo para a equipe de melhor campanha. O São Paulo foi o primeiro a assegurar vaga na final, ao vencer o Sfera nos pênaltis no dia 2 de agosto, após um empate sem gols no tempo regulamentar. No dia seguinte, a Ferroviária eliminou o Corinthians em pleno Alfredo Schürig. A equipe de Araraquara esteve duas vezes atrás no placar, mas buscou o empate em ambas as ocasiões e garantiu a vitória com um gol marcado nos acréscimos.
A grande final foi disputada em 9 de agosto, no estádio Bruno José Daniel, em Santo André. O primeiro tempo foi equilibrado, com ambas as equipes criando oportunidades. O São Paulo teve maior posse de bola, mas encontrou dificuldades para superar a defesa da Ferroviária. Na segunda etapa, as chances de gol se tornaram mais frequentes, porém o placar permaneceu inalterado até o apito final. Nas cobranças de pênaltis, o São Paulo venceu por 3 a 2, garantindo o segundo título do clube na história da competição.
|  | Quartas de final | Quartas de final | Quartas de final | Quartas de final |   |                | Semifinais | Semifinais |  |  | Final | Final |  |
|  |                  |                  |                  |                  |   |                |            |            |  |  |       |       |  |
|  |                  |                  |                  |                  |   |                |            |            |  |  |       |       |  |
|  | SESI             | 1                | 0                | 1                |   |                |            |            |  |  |       |       |  |
|  | SESI             | 1                | 0                | 1                |   |                |            |            |  |  |       |       |  |
|  | São Paulo        | 3                | 2                | 5                |   |                |            |            |  |  |       |       |  |
|  | São Paulo        | 3                | 2                | 5                |   | São Paulo (p.) | 0 (5)      |            |  |  |       |       |  |
|  |                  |                  |                  |                  |   | São Paulo (p.) | 0 (5)      |            |  |  |       |       |  |
|  |                  |                  | Sfera            | 0 (3)            |   |                |            |            |  |  |       |       |  |
|  | Sfera            | 3                | Sfera            | 0 (3)            | 1 | 4              |            |            |  |  |       |       |  |
|  | Sfera            | 3                |                  |                  |   |                |            |            |  |  |       |       |  |
|  | Centro Olímpico  | 0                | 2                | 2                |   |                |            |            |  |  |       |       |  |
|  | Centro Olímpico  | 0                | 2                | 2                |   | São Paulo (p.) | 0 (3)      |            |  |  |       |       |  |
|  |                  |                  |                  |                  |   |                |            |            |  |  |       |       |  |
|  |                  |                  | Ferroviária      | 0 (2)            |   |                |            |            |  |  |       |       |  |
|  | Audax            | 1                | Ferroviária      | 0 (2)            | 1 | 2              |            |            |  |  |       |       |  |
|  | Audax            | 1                |                  |                  |   |                |            |            |  |  |       |       |  |
|  | Corinthians      | 3                | 7                | 10               |   |                |            |            |  |  |       |       |  |
|  | Corinthians      | 3                | 7                | 10               |   | Corinthians    | 2          |            |  |  |       |       |  |
|  |                  |                  |                  |                  |   | Corinthians    | 2          |            |  |  |       |       |  |
|  |                  |                  | Ferroviária      | 3                |   |                |            |            |  |  |       |       |  |
|  | Santo André      | 0                | Ferroviária      | 3                | 2 | 2              |            |            |  |  |       |       |  |
|  | Santo André      | 0                |                  |                  |   |                |            |            |  |  |       |       |  |
|  | Ferroviária      | 3                | 2                | 5                |   |                |            |            |  |  |       |       |  |
|  | Ferroviária      | 3                | 2                | 5                |   |                |            |            |  |  |       |       |  |
|  |                  |                  |                  |                  |   |                |            |            |  |  |       |       |  |

- As equipes que estão na parte superior do confronto possuem o mando de campo no primeiro jogo e em negrito as equipes classificadas.

### Gerais
- «Tabelas do Campeonato Paulista Feminino Sub-15 de 2025». Histórico do Desporto. 20 de agosto de 2025. Consultado em 20 de agosto de 2025. Cópia arquivada em 20 de agosto de 2025
- «Regulamento do Campeonato Paulista Feminino Sub-15 de 2025» (PDF). Federação Paulista de Futebol. Consultado em 11 de agosto de 2025. Cópia arquivada (PDF) em 11 de agosto de 2025

### Específicas
1. ↑  «Federação Paulista cria campeonato estadual feminino sub-17». GloboEsporte.com. 23 de fevereiro de 2017. Consultado em 1 de setembro de 2018. Cópia arquivada em 2 de setembro de 2018
2. ↑  Martín Fernandez (31 de março de 2020). «Futuro do futebol paulista segue indefinido, e FPF tem lista longa de torneios que não começaram». GloboEsporte.com. Consultado em 14 de novembro de 2020. Cópia arquivada em 27 de maio de 2020
3. ↑  «Regulamento específico do Campeonato Paulista de Futebol Feminino - Sub15 - 2020» (PDF). Federação Paulista de Futebol. Consultado em 14 de novembro de 2020. Cópia arquivada (PDF) em 14 de novembro de 2020
4. ↑  «FPF confirma a realização do Paulista Feminino Sub-17 em 2020». Federação Paulista de Futebol. 23 de setembro de 2020. Consultado em 14 de novembro de 2020. Cópia arquivada em 5 de outubro de 2020
5. ↑  «Conselho Técnico define diretrizes do Campeonato Paulista Feminino Sub-15». Federação Paulista de Futebol. 1 de junho de 2022. Consultado em 16 de junho de 2024. Cópia arquivada em 16 de junho de 2024
6. ↑  Vinicius Fernandes (14 de agosto de 2022). «Ferroviária sagra-se campeã paulista sub-15 feminina». DaBase. Consultado em 30 de julho de 2024. Cópia arquivada em 30 de julho de 2024
7. ↑  Samuel Garcia (5 de novembro de 2023). «Nos pênaltis, Corinthians bate Ferroviária e conquista título inédito». Futebol Interior. Consultado em 2 de julho de 2024. Cópia arquivada em 13 de novembro de 2023
8. ↑  Raffaela Carolina (31 de julho de 2024). «Estaduais Femininos: São Paulo é campeão do Paulista Feminino sub-15». Planeta Futebol Feminino. Consultado em 31 de julho de 2024. Cópia arquivada em 31 de julho de 2024
9. ↑  «Tabela base e regulamento do Paulista Feminino Sub-15 Petrobras definidos». Federação Paulista de Futebol. 25 de maio de 2025. Consultado em 11 de agosto de 2025. Cópia arquivada em 11 de agosto de 2025
10. ↑  «Corinthians estreia com o pé direito e Centro Olímpico goleia». Federação Paulista de Futebol. 17 de maio de 2025. Consultado em 11 de agosto de 2025. Cópia arquivada em 11 de agosto de 2025
11. ↑  «São Paulo, Corinthians e Sfera goleiam no fechamento da 1ª Fase». Federação Paulista de Futebol. 28 de junho de 2025. Consultado em 11 de agosto de 2025. Cópia arquivada em 11 de agosto de 2025
12. ↑  «São Paulo, Corinthians e Sfera abrem vantagem nas quartas». Federação Paulista de Futebol. 5 de julho de 2025. Consultado em 11 de agosto de 2025. Cópia arquivada em 11 de agosto de 2025
13. ↑  «Ferroviária bate Santo André e encaminha vaga na semi». Federação Paulista de Futebol. 6 de julho de 2025. Consultado em 11 de agosto de 2025. Cópia arquivada em 11 de agosto de 2025
14. ↑  «FEMININO SUB-15: Ferroviária bate Santo André e encaminha vaga na semi». Futebol Interior. 6 de julho de 2025. Consultado em 11 de agosto de 2025. Cópia arquivada em 7 de julho de 2025
15. ↑  «Corinthians e São Paulo vencem e garantem vaga na semifinal». Federação Paulista de Futebol. 13 de julho de 2025. Consultado em 11 de agosto de 2025. Cópia arquivada em 11 de agosto de 2025
16. ↑  «PAULISTA FEMININO SUB-15: Corinthians e São Paulo garantem vaga na semifinal». Futebol Interior. 13 de julho de 2025. Consultado em 11 de agosto de 2025. Cópia arquivada em 11 de agosto de 2025
17. 1 2  «Sfera e Ferroviária estão nas semifinais». Federação Paulista de Futebol. 12 de julho de 2025. Consultado em 11 de agosto de 2025. Cópia arquivada em 11 de agosto de 2025
18. 1 2  «PAULISTA FEMININO SUB 15: Sfera e Ferroviária estão nas semifinais». Futebol Interior. 12 de julho de 2025. Consultado em 11 de agosto de 2025. Cópia arquivada em 16 de julho de 2025
19. ↑  «São Paulo vence Sfera nos pênaltis e avança para a grande final». Federação Paulista de Futebol. 2 de agosto de 2025. Consultado em 11 de agosto de 2025. Cópia arquivada em 11 de agosto de 2025
20. ↑  «Ferroviária vence o Corinthians fora de casa e está na final». Federação Paulista de Futebol. 3 de agosto de 2025. Consultado em 11 de agosto de 2025. Cópia arquivada em 11 de agosto de 2025
21. ↑  «FEMININO SUB–15: Ferroviária derrota o Corinthians de virada e vai à final». Futebol Interior. 3 de agosto de 2025. Consultado em 11 de agosto de 2025. Cópia arquivada em 11 de agosto de 2025
22. ↑  «Ferroviária vence o Corinthians fora de casa e está na final do Paulista Feminino Sub-15». Revista Comércio, Indústria e Agronegócio. 4 de agosto de 2025. Consultado em 11 de agosto de 2025. Cópia arquivada em 11 de agosto de 2025
23. ↑  «São Paulo vence Ferroviária nos pênaltis e conquista o bicampeonato». Federação Paulista de Futebol. 9 de agosto de 2025. Consultado em 11 de agosto de 2025. Cópia arquivada em 11 de agosto de 2025
24. ↑  «Na disputa em pênaltis São Paulo vence guerreirinhas e conquista o título do Paulista Sub-15». Revista Comércio, Indústria e Agronegócio. 10 de agosto de 2025. Consultado em 11 de agosto de 2025. Cópia arquivada em 11 de agosto de 2025
25. ↑  «Guerreirinhas Grenás são vice-campeãs do Paulista Sub-15». Portal Morada. 9 de agosto de 2025. Consultado em 11 de agosto de 2025. Cópia arquivada em 11 de agosto de 2025